# Canhão Paixhans
O canhão Paixhans (em francês:Canon Paixhans) foi a primeira arma naval utilizada para disparar projecteis explosivos. Desenvolvido pelo general francês Henri-Joseph Paixhans entre 1822 e 1823, a arma foi utilizada pelos Estados Unidos, França e Rússia.